# محمد جعفر السعيد
الشيخ محمد جعفر آل سعيد عالم دين شيعي بحريني من العلماء المعروفين في بلده مملكة البحرين ومُهاجره العراق والحوزات العلمية، وممن يُشهد له بالعلم.

## اسمه وكنيته ونسبه
أبو جعفر الشيخ محمد بن الحاج جعفر بن الحاج محمد بن الحاج عبد الحسين آل سعيد وهي من العوائل الكبيرة والمعروفة في مملكة البحرين.
نسبه من جهة الأم يعود إلى الشيخ حسين العصفور الملقّب بـ الشيخ حسين العلاّمة. خاله الشيخ علي بن محمد العصفور، وخاله لأمه أيضا محمد محسن العصفور.

## ولادته
ولد في يوم الثلاثاء الموافق الحادي عشر من شهر أبريل لعام 1965م الموافق التاسع من ذي الحجة لعام 1384هـ، في قرية المعامير، وهي من القرى المعروفة في مملكة البحرين.

## دراسته وتدريسه
بدأ دراسته النظامية منذ طفولته ودخوله المرحلة الابتدائية في البحرين في مدرسة المعامير الابتدائية للبنين، ثم واصل وأنهى دراسته الإعدادية في مدرسة أوال الإعدادية للبنين الواقعة في  جزيرة سترة من البحرين، وأنهى دراسته الثانوية في مدرسة الرفاع الشرقي في المسار العلمي تخصص الكيمياء والأحياء، وذلك في عام 1984- 1985م.
كان هاويًا للطب، حيث أراد أن يتخصص في الطب، لكن لحادث مروري ألم به لم يستطع إكمال الدراسة الجامعية.
أما دراسته الحوزوية، فقد بدأ دراسته الحوزوية في البحرين على يد الكثير من العلماء في المقدمات واللغة العربية والفقه والبلاغة والخطابة وغيرها من علوم المقدمات المعروفة في الأوساط الحوزوية، ودرس في حوزات ومساجد البحرين المعروفة كحوزة النعيم، وحوزة العلمين، وفي بعض مساجد المنامة، متتلمذًا في جميع العلوم الدينية من فقه ولغة ومنطق وأصول وبلاغة على يد خبراء كبار من أعلام مملكة البحرين.
هاجر إلى النجف في عام 1989هـ ودرس فيها إلى ما يقارب عام 1991م إلا أن الأوضاع حالت دون ذلك، فعاد إلى البحرين ثم غادر إلى إيران والتحق بالحوزة العلمية في قم في عام 1991م وواصل فيها ما تبقى عليه من المقدمات، ثم أكمل السطوح الوسطى وباقي العلوم، ثم أخذ في دراسة السطوح العليا إلى أن قطع الكثير منها على يد الكثير من العلماء الأعلام الكبار، إلى حين اعتدلت الأوضاع في النجف، فغادر قم وعاد إلى النجف لإكمال دراسته في جامعة النجف الدينية، حتى أكملها في عام 1997م. فحاز على شهادة تخرج وإجازة لتدريس المواد والعلوم الحوزوية.
عينه أستاذه عميد جامعة النجف محمد سلطان كلانتر أستاذا في الجامعة، فقد تتلمذ على يديه الكثير من الطلاب العراقيين والبحرينيين وغيرهم.
ثم تغيرت الظروف في النجف في نهاية عام 1997م فاضطر سماحته إلى أن يرجع إلى البحرين، فعُيِّن في الحوزة العلمية بالبحرين أستاذًا فيها لكونه أستاذًا ناجحًا معروفًا في أوساط الحوزة العلمية في قم والنجف والبحرين.. وما زال إلى الآن يمارس مهنة التدريس الحوزوي في البحرين.

## أساتذته وطلابه
أساتذته:	
1. 1.	محمد سلطان كلانتر (عميد جامعة النجف الدينية).
2. 2.	محمد باقر الإيرواني.
3. 3.	عدنان الشطري العلوي.
4. 4.	عادل العلوي.
5. 5.	حسن الرُمَيتي.
6. 6.	حسن الجواهري.
7. 7.	محمد حسن الجواهري.
8. 8.	جعفر علم الهدى.
9. 9.	محمود الهاشمي.
10. 10.	علوي البلادي.
11. 11.	محمد مهدي اليحفوفي.
12. 12.   حسين السندي.
13. 13.	 نعمة الساعدي.
14. 14.	علي المبارك.
15. 15.	 علي عبد النبي المخلوق.
16. 16.	ناصر العصفور.
17. 17.	 محمد محسن العصفور.
18. 18.	 حسين بن الحاج أحمد آل سعيد.
19. وغيرهم من العلماء.

طلابه:
1. 1.	الشيخ عباس العصفور.
2. 2.	الشيخ رائد الستري.
3. 3.	الشيخ عبد اللطيف الوني.
4. 4.	الشيخ إبراهيم الصفا الستري.
5. 5.	الشيخ ياسين الجمري.
6. 6.	الشيخ محمد جعفر الماحوزي.
7. 7.	الشيخ محمد الشيخ علي العصفور.
8. 8.	السيد هاني المُعلم.
9. 9.	الشيخ علي عبد النبي المركوباني.
10. 10.	الشيخ علي مبارك سعدالله.
11. 11.	الشيخ عبد الجليل ثامر.
12. 12.	الشيخ محمد خليل الديهي.
13. 13.	الشيخ حميد عبد الشهيد الشملان
14. 14.	الشيخ عباس عبد الشهيد الشملان

وغيرهم..

## الأنشطة والتبليغ
1. كتيب اليأس من رَوح الله.
2. موسوعة دروس حوزوية مسجلة بالصوت.
3. كتيب مقومات الثورة الحسينية.
4. كتيب قبس من نور في أعمال شهر رمضان.
5. موسوعة من المحاضرات الإسلامية.

## إجازات العلماء إليه
1. إجازة في الأمور الحسبية من الشيخ ضياء الدين محمد الحسيني الأشكوري النجفي.
2. إجازة بتولي مسجد الإمام علي والحوزة العلمية والقيام بتدريس العلوم الإسلامية وما يتعلق بهما من أوقاف وغيرها من آية الله العظمى محمد مهدي الأشكوري والسيد محمد ضياء الدين الأشكوري.
3. إجازة في الرواية عن محمد مهدي الحسيني الأشكوري النجفي.
4. إجازة في الرواية عن محمد ضياء الدين الأشكوري.
5. إجازة عامة في الأمور الحسبية والحقوق المالية من الحسين بن التقي آل بحر العلوم.
6. إجازة مطلقة من آية الله العظمى السيد محمد محمد صادق الصدر.
7. إجازة في الأمور الحسبية والوجوه الشرعية من محمد الحسيني الوحيدي.
8. إجازة في التصدي للأمور الحسبية والوجوه الشرعية من الشيخ إسحاق الفياض.
9. إجازة في الرواية عن المولى آغا بُزُرك الطهراني والسيد عبد الأعلى السبزواري عن أبي الحسن الإصفهاني إلى الصدوق والسيد علي البهشتي بسند متصل إلى الإمام عليه السلام من محمد سلطان كلانتر.
10. إجازة في التصدي لتدريس العلوم الإسلامية من محمد سلطان كلانتر.
11. إجازة في كافة الأمور الحسبية المناطة بإذن الحاكم من آية الله العظمى السيد محمد سعيد الطباطبائي الحكيم.
12. إجازة مطلقة في التصدي لجميع ما هو منوط بإذن الحاكم الشرعي في زمن الغيبة من آية الله العظمى الشيخ محمد الفاضل اللنكراني.
13. إجازة في الرواية لجميع ما صحت روايته عن الشيخ محمد الفاضل اللنكراني منه.
14. إجازة في التصدي للأمور الحسبية المنوطة بإذن المجتهد الفقيه الجامع للشرائط وأخذ الحقوق الشرعية من محمد الحسيني الشاهرودي.
15. إجازة في الرواية عن عبد الأعلى السبزواري بما يرويه عن مشائخه العظام من آية الله عدنان الشطري العلوي.
16. إجازة في التصدي لمسجد الإمام علي عليه السلام وما حواه من مؤسسته الحوزة العلمية وتدريس العلوم الإسلامية من آية الله العظمى علاء الدين الغريفي.
17. إجازة مطلقة للتصدي للأمور الحسبية وقبض الأمور الشرعية وإشادة بخطابته الحسينية والمواعظ الدينية وائتمام الجماعة من علاء الدين الغريفي.
18. إجازة في التصدي للأمور الحسبية المنوط بتصديها بإذن الحاكم الشرعي من الشيخ جواد التبريزي.

وغيرها من الإجازات..

## مؤلفاته
أما مؤلفاته فلديه كتاب مخطوط يتناول فيه أقوال المعصومين الأربعة عشر، ومذكرة صغيرة تناول فيها حياة أستاذه الكبير محمد كلانتر عميد جامعة النجف الدينية في الجمهورية العراقية وما سمعه منه، وكتاب دعاء يسمى (قبس من نور في الأدعية الرمضانية والأيام).

## الإنجازات
إن له أنشطة وإنجازات عديدة، وإن من أهم إنجازاته:
1. بناء مسجد الإمام علي في المعامير وهو من المساجد التي بنيت حديثاً بأحسن طراز بواسطة أحد أصدقائه الوجهاء، وهو إمام وخطيب المسجد نفسه.

مسجد الإمام علي و فيه تقع حوزة الإمام أمير المؤمنين الدينية.

2. تأسيس حوزة الإمام أمير المؤمنين الدينية، وهو الآن المتولي الشرعي للحوزة العلمية ورئيسها.
3. تأسيس حوزة الإمام أمير المؤمنين الدينية النسائية.
4. إعادة بناء مأتم السيدة زينب الكبرى للنساء.
5. بناء مأتم سيد الشهداء في قرية المعامير.

## صدر له:>حوزة الإمام أمير المؤمنين
1. شرح كتاب شرائع الإسلام كاملاً (CD)
2.شرح متن الأجرومية

## المصدر
موقع الشيخ الرسمي.
الشيخ نفسه.